# Beipiaosaurus
Beipiaosaurus (griech.: Echse von Beipiao) ist eine Gattung theropoder Dinosaurier aus der Gruppe der Therizinosauroidea, die während der Unterkreide von China lebte.
Die bis jetzt einzige entdeckte Art wurde im Jahr 1999 nahe der Stadt Beipiao in der Provinz Liaoning in China von Xing Xu, Zhi-lu Tang und Xiao-lin Wang gefunden und erhielt aufgrund der „überraschenden Merkmale des Tieres“ (gemeint sind Hautabdrücke, die auf Federn hindeuten) den Namen Beipiaosaurus inexpectus.

## Beschreibung
Beipiaosaurus erreichte eine Länge von ungefähr 2,2 Metern und wurde etwa 0,9 Meter hoch. Sein Gewicht betrug schätzungsweise 80 Kilogramm und er lief auf zwei Beinen. Damit galt er bis zur Erstbeschreibung des Yutyrannus im April 2012 als größter Nichtvogeldinosaurier, bei dem Abdrücke von Federn entdeckt wurden. Er hatte zudem einen zahnlosen Schnabel mit Wangenzähnen und besaß lange sichelförmige Klauen an den Vorderarmen, die typisch für die Vertreter der Therizinosauria sind. Die meisten Therizinosaurier haben vier funktionale Zehen, aber die inneren Zehen von Beipiaosaurus zeigen, dass diese Dinosaurier Vorfahren mit drei Zehen besaßen. Der Kopf war im Vergleich zu anderen Therizinosauriern sehr groß, der Unterkiefer maß mehr als die Hälfte der Länge des Oberschenkels. Hautabdrücke dieses Sauriers deuten darauf hin, dass der Körper überwiegend von flaumigen, faserähnlichen Federn, ähnlich denen von Sinosauropteryx, bedeckt war. Diese flaumigen Federn stellen eine Zwischenstufe zwischen Sinosauropteryx und den Vögeln, im weiteren Sinne (Avialae) dar. Man vermutet außerdem, dass sich Beipiaosaurus von Pflanzen ernährte.